# Dorylus atratus
Dorylus atratus é uma espécie de formiga do gênero Dorylus.